# Баюн, Лилия Семёновна
Баюн Лилия Семёновна (16 октября 1946, Сталинo — 20 марта 2024, Москва) — советский и российский лингвист, востоковед-хеттолог, доктор филологических наук, научный сотрудник Института всеобщей истории РАН.

## Биография
Лилия Семёновна Баюн родилась 16 октября 1946 года в Сталине (Донецк). В 1969 году окончила Московский государственный педагогический институт иностранных языков, в 1969—1978 годах преподавала там же.
В 1978 году защитила кандидатскую диссертацию «Именное склонение в хетто-лувийских языках». С 1978 года — научный сотрудник Центра сравнительного изучения древних цивилизаций Института всеобщей истории АН СССР.
В 1991 году была защищена докторская диссертация «Опыт сравнительного исследования хетто-лувийских языков». Член редколлегии журнала «Вестник древней истории».
Умерла 20 марта 2024 года в возрасте 77 лет. По предварительной информации, у Лилии могло остановиться сердце.

## Научная деятельность
Основная сфера научных интересов — хетто-лувийское языкознание.
В докторской диссертации «Опыт сравнительного исследования хетто-лувийских языков» (1990) реконструируется раннее анатолийское языковое состояние и его соотношение с индоевропейскими языками.
Автор проводит сравнительно-историческое описание грамматического строя хетто-лувийских языков, сравнительно-историческое исследование общехетто-лувийской лексики, обозначающей явления природы, флору и фауну, человека и части тела, терминологию родства, хозяйственную деятельность (сельское хозяйство, ремесла), общественную и военную лексику, юридическую и сакральную терминологию, обозначение конкретных реалий, действий, абстрактных понятий. Автор ставит задачу определить место хетто-лувийских языков в индоевропейской среде, выявить хронологию членения анатолийской общности.
В развитии хетто-лувийских языков выделяется три периода: раннеанатолийский, непосредственно предшествовавший расхождению хетто-лувийских диалектов (рубеж IV—III тыс. до н. э.), период первого диалектного членения хетто-лувийской общности (III тыс. до н. э.), период второго диалектного членения части хетто-лувийского ареала (начало II тыс. до н. э.).
Исследование «позднеанатолийских» языков — лидийского и ликийского — позволяет сделать вывод, что уже на рубеже III—II тыс. до н. э. они существовали в качестве самостоятельных языков.

## Основные работы
- К описанию системы фонем ликийского языка // Исследования по фонологии и грамматике восточных языков. М., 1978. С. 5—19.
- Позднеанатолийские языки как источник по хетто-лувийской дописьменной истории (на материале милийской исторической грамматики) // ВДИ. 1980. № 2. С. 11—28.
- Общелувийский глагольный тип (вопросы реконструкции) // Этногенез народов Балкан и Северного Причерноморья. Лингвистика, история, археология. М.: Наука, 1984.
- Исследования по эпиграфике и языкам древней Анатолии, Кипра и античного Северного Причерноморья. Сб. ст. / сост. Л. С. Баюн, В. П. Яйленко. М., 1987. 255 с.
- Лингвистическая и культурно-историческая интерпретация Ситовской надписи // ВДИ. 1993. № 1. С. 126—135. (соавт. Орел В. Э.)
- Язык фригийских надписей как исторический источник. I // ВДИ. 1998. № 1. С. 173—200. (соавт. Орел В. Э.)
- Язык фригийских надписей как исторический источник. II // ВДИ. 1998. № 4. С. 132—168. (соавт. Орел В. Э.)
- Дивинация на древнем Ближнем Востоке: хеттские оракулы I // ВДИ. 1998. № 1. С. 30—36.
- Дивинация на древнем Ближнем Востоке. II. Хеттские оракулы MUŠ // ВДИ. 2000. № 2. С. 63—72.
- «Аппу и его сыновья» Индоевропейские элементы в ближневосточном культурном контексте // Scripta Gregoriana. Сборник в честь семидесятилетия академика Г. М. Бонгард-Левина. М.: Восточная литература, 2003.[1]
- Этнокультурные контакты в древней Малой Азии: Фригия, Юго-Восточная Анатолия, Северная Месопотамия // ВДИ. 2007. № 4. С. 156—163.
- Язык и культура фригийцев. М.: ИВИ РАН, 2008. 186 с.
- Этнокультурные процессы и формирование ранних цивилизаций Ближнего Востока // Всемирная история. В 6 томах / гл. ред. А. О. Чубарьян. Институт всеобщей истории РАН. — М.: Наука, 2011. — Т. 1: Древний мир / отв. ред В. А. Головина, В. И. Уколова. — С. 62—67. — 822 с. — 1000 экз. — ISBN 978-5-02-036726-5.
- Хетты и их современники на древнем Ближнем Востоке // Всемирная история. В 6 томах / гл. ред. А. О. Чубарьян. Институт всеобщей истории РАН. — М.: Наука, 2011. — Т. 1: Древний мир / отв. ред В. А. Головина, В. И. Уколова. — С. 184—196. — 822 с. — 1000 экз. — ISBN 978-5-02-036726-5.
- Заметки по хетто-лувийской социальной терминологии // Scripta antiqua. Вопросы древней истории, филологии, искусства и материальной культуры. 2017. Т. 6. С. 64-72[3].